# Diradops tamayoae
Diradops tamayoae är en stekelart som beskrevs av Ugalde och Ian D. Gauld 2002. Diradops tamayoae ingår i släktet Diradops och familjen brokparasitsteklar. Inga underarter finns listade i Catalogue of Life.